# Donald Baird (Paläontologe)
Donald „Don“ Baird (* 12. Mai 1926 in Pittsburgh; † 13. Juni 2011 ebd.) war ein US-amerikanischer Wirbeltier-Paläontologe. Schwerpunkt seiner Arbeit waren Wirbeltiere und Landwirbeltier-Fährten des Karbons und Mesozoikums im Nordosten der USA und im Südosten Kanadas (Appalachen-Region und Becken der Newark-Supergruppe). Baird studierte, lehrte und arbeitete an zwei der renommiertesten Universitäten der USA: Harvard und Princeton. Seine Verdienste bestehen nicht nur in der Entdeckung zahlreicher Fossillagerstätten, im Sammeln und Katalogisieren zahlreicher Fossilien sowie in der Beschreibung und Revision vieler fossiler Taxa und Spurentaxa, sondern auch in der Entwicklung und Weiterentwicklung von Sammel- und Präparationstechniken, speziell der Nutzung von Latex für die Erstellung von Abgüssen von Fossilien in Abdruckerhaltung.

## Leben und Laufbahn

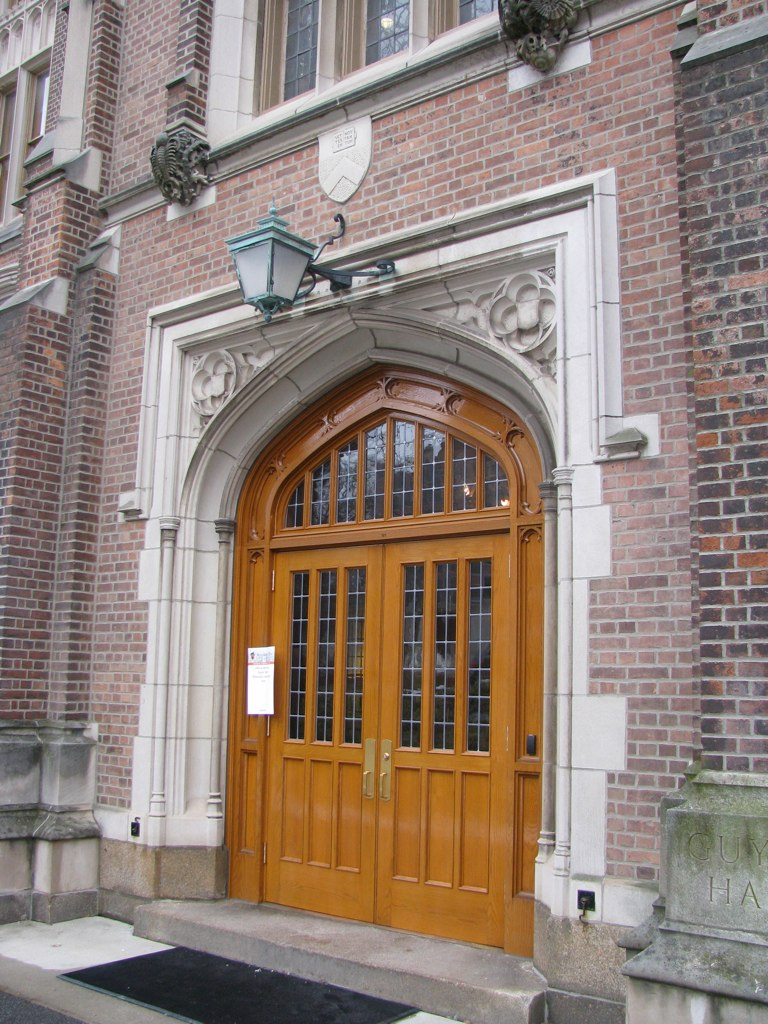
Haupteingang der Guyot Hall, der ehemaligen Heimstatt des Princeton Museum of Natural History, an dem Baird von 1957 bis 1988 wirkte.

Donald Baird war der Sohn von Mary Alma Barton Johnson Baird und George Mahaffey Patterson Baird, Abkömmlingen schottischer und nordirischer Einwanderer. Der kleine Don fiel schon früh durch seinen großen Wissensdurst und sein Interesse an Naturwissenschaften und Geschichte auf. Als Schüler gewann er Preise auf Forschungsausstellungen und arbeitete als Freiwilliger in den Abteilungen für Wirbeltierfossilien und Archäologie am Carnegie Museum of Natural History. Nach dem High-School-Abschluss im Jahre 1943 schrieb er sich zunächst an der University of Pittsburgh ein. Bald darauf ging er jedoch zur Armee und erlebte in Deutschland als Mitglied des 609. US-Panzerjägerbataillons die letzten Monate des Zweiten Weltkrieges.
Nach seiner ehrenhaften Entlassung kehrte er an die Universität in Pittsburgh zurück und erwarb dort 1947 den Bachelor-Abschluss in Geologie und Biologie. Danach wechselte er an die University of Colorado in Boulder, wo er 1949 den Master-Titel erwarb. Gegen Ende des Jahres 1949 nahm Baird eine Stelle als Kurator im Geologischen Museum der University of Cincinnati an. Fast genau zwei Jahre später verließ er Cincinnati und wurde Doktorand bei einem der bedeutendsten Wirbeltierpaläontologen seiner Zeit, bei Alfred Romer am Museum of Comparative Zoology in Harvard. Gegenstand seiner Dissertation waren die Tetrapodenfährten in den mesozoischen Sedimentgesteinen des Connecticut Valley (Hartford-Becken, Newark-Supergruppe).
Nachdem er die Promotion 1955 erfolgreich absolviert hatte, bewarb er sich zunächst erfolglos bei verschiedenen paläontologischen Institutionen und blieb daher noch eine Weile in Harvard. 1957 hatte er schließlich Erfolg und bekam eine Stelle als Kurator am Naturhistorischen Museum der Princeton University (Princeton Museum of Natural History), damals eine berühmte Forschungseinrichtung für Paläontologie. Im Jahre 1974 verstarb der langjährige Direktor des Museums Glenn L. Jepsen und Baird trat dessen Nachfolge an. Allerdings gab es seit den 1960er Jahren im Geologischen Institut von Princeton Strömungen, die der Paläontologie ablehnend gegenüberstanden. Diese Strömungen verstärkten sich im Laufe der Zeit, was in den 1980er Jahren schließlich dazu führte, dass das Institut die paläontologische Sammlung, mit Ausnahme einiger wertvoller Ausstellungsstücke, abstieß. A Baird war damit betraut, neue Standorte für die Sammlung ausfindig zu machen. Die Wirbeltiersammlung übernahm das Peabody Museum of Natural History in Yale, zu dem Baird seit seiner Doktorandenzeit enge Beziehungen unterhielt.
Im Jahr 1988 ging Baird offiziell in Ruhestand und zog wieder nach Pittsburgh. Aber auch im Ruhestand widmete er sich weiter dem Sammeln und Beschreiben von Wirbeltierfossilien. Zu diesem Zweck hatte er im Keller seines Hauses ein Arbeitszimmer eingerichtet. Ab Ende der 1990er Jahre war seine wissenschaftliche Arbeit, auch aufgrund einer zunehmenden Gebrechlichkeit, aber nur noch auf die eigenen vier Wände beschränkt.

## Familie
Donald Baird heiratete am 14. Februar 1948 Hellen Lucille „Lucy“ Bailey, die er während des Grundstudiums im Rahmen einer Nebentätigkeit am Carnegie-Museum kennengelernt hatte. Sie studierte zusammen mit Donald in Boulder und begleitete ihn in den 1950er Jahren bei zahlreichen Geländeexkursionen und Grabungen. Dabei trug sie durch wichtige Fossilfunde, unter anderem die ersten Tetrapoden-Körperfossilien in einer vormals nur für Fährten bekannten Karbon-Lokalität nahe Parrsboro, Nova Scotia, und geologische Beobachtungen wesentlich zu seiner Arbeit bei. Ihr früher Tod im Jahre 1963 wurde allgemein als tragischer Verlust empfunden. Aus der Ehe gingen zwei Söhne, Andy und Laurel, hervor.

## Wirken als Paläontologe und Weggefährten
Während seiner Zeit in Boulder (1947–1949) kam Baird das erste Mal mit fossilen Trittsiegeln und Fährten von Landwirbeltieren in Berührung, sowie mit Frank Peabody, der das Studium solcher Fossilien durch Anwendung streng wissenschaftlicher Methoden optimiert hatte. Baird hingegen optimierte die Sammeltechnik: Tetrapodentrittsiegel treten nicht selten auf den Schichtflächen massiger Sandsteinbänke auf, sodass ihre Bergung sehr mühsam ist und die Stücke viel Platz in den Transportmitteln und den Sammlungen beanspruchen. Eine Alternative zur Bergung bestand darin, Abgüsse aus Gips anzufertigen, wobei die Ergebnisse meist zu wünschen übrig ließen. Baird nutzte statt Gips Latex, dessen Handhabung er am Carnegie-Museum gelernt hatte. Latex war leicht, brach nicht und löste die dreidimensionalen Strukturen im Gestein auch wesentlich besser auf.
Als Kurator in Cincinnati (1947–1949) erfuhr Baird von der oberkarbonischen Fossillokalität in Linton, Jefferson County, Ohio. Es handelt sich um die Diamond Coal Mine, ein 1921 stillgelegtes Kohlebergwerk, aus dem schon im 19. Jahrhundert Wirbeltierfossilien beschrieben worden waren. Dort lagerten noch große Mengen an Kännelkohle auf Halde, die von der Bergbaugesellschaft seinerzeit verworfen worden waren, und die Reste von zahlreichen Wirbeltiertaxa enthielten. Für die Untersuchung dieser Stücke entwickelte Baird seine Latex-Abgusstechnik dahingehend weiter, dass er sie mit einer Ätztechnik kombinierte: mit Hilfe einer schwachen Säure werden Reste der ohnehin schlecht erhaltenen Skelette aus dem Kohletonstein entfernt, um so eine „saubere“ Hohlform zu erhalten, die anschließend sorgfältig wiederholt mit einer Latexlösung ausgepinselt wird. Die dabei entstehende dicke Latexhaut („peel“) wird anschließend aus dem Abdruck entfernt und kann wie ein „normales“ als positives Relief erhaltenes Skelett untersucht werden. Im Laufe mehrerer Jahrzehnte präparierte er so jedes bedeutendere Fossilexemplar aus Linton.
Als Doktorand (1951–1955) besuchte er viele Institutionen an der US-Ostküste, um dort Abgüsse von fossilen Trittsiegeln anzufertigen. Dabei lernte er im Peabody-Museum B in Yale den bereits betagten Richard S. Lull kennen, der ein Experte für die mesozoischen Tetrapodenfährten des Connecticut Valley war. Bairds Enthusiasmus für die Paläontologie beeindruckten Lull so sehr, dass er Baird uneingeschränkten Zugang zu allen Sammlungen des Peabody-Museums gewährte.
Mit seinem Doktorvater Alfred Romer zusammen erkundete er 1956 erstmals das Karbon von Nova Scotia. Während dieser Exkursion, an der auch zahlreiche andere Mitarbeiter Romers teilnahmen, wurden Wirbeltierfossilien u. a. in der Dominion Coal Co. Strip Mine No. 7 bei Florence im Sydney-Steinkohlerevier gefunden. Dieser Tagebau kam später als Typlokalität der fossilen Gattungen Paleothyris und Archaeothyris, die heute zu den stammesgeschichtlich ältesten Amnioten („Reptilien“) gezählt werden, zu einigem Ruhm. Die Wirbeltiere sind dort, ähnlich wie in der wesentlich bekannteren Fundstätte in Joggins, in den Stümpfen fossiler Bärlappbäume überliefert. Paleothyris und Archaeothyris wurden jedoch nicht von Baird selbst beschrieben, sondern von anderen Schülern Romers. Mit einem dieser Schüler, Robert L. Carroll, beschrieb Baird 1967 zusammen ein anderes Taxon aus Nova Scotia, Romeriscus periallus, als stammesgeschichtlich ältestes „Reptil“. Jedoch hat eine nachfolgende Untersuchung dieses Materials ergeben, dass sich keine genaue Angabe über dessen Zugehörigkeit zu einer bestimmten Tetrapodengruppe machen lässt. Das Typusmaterial von „Romeriscus“ war von Baird zusammen mit William F. Take, seinerzeit Geologie-Kurator am Nova Scotia Museum of Science C in Halifax, im Oberkarbon in der Nähe von Port Hood, Inverness County, gefunden worden. Weitere bedeutendere karbonische Lokalitäten, in denen Baird und Kollegen Körper- und Spurenfossilien sammelten, sind Point Edward auf Cape Breton Island und Horton Bluff an der Südseite des Minas Basin, dem östlichen Ast der oberen Bay of Fundy.
Mit William Take erkundete Baird, nunmehr Kurator in Princeton, in den späten 1950er Jahren auch die frühmesozoischen Ablagerungen Nova Scotias, die zur gleichen lithostratigraphischen Serie gehören, wie die mesozoischen Sedimentgesteine im Südosten Pennsylvanias, in Connecticut und in New Jersey (Newark-Supergruppe). 1963 kam es jedoch zum Bruch zwischen den beiden Kuratoren. Ursprünglich hatten Baird und Take vereinbart, dass alles von ihnen zusammen gesammelte Material im Nova Scotia Museum of Science in Halifax deponiert werden soll. Verärgert über Takes geringes Tempo bei der Bestimmung, Katalogisierung und Präparierung der Fossilien, vereinbarte Baird in Abwesenheit Takes mit dem Direktor des Science-Museums, dass alles Material als Dauerleihgabe an das Museum in Princeton abgegeben wird. Dies hat Take ihm nie verziehen.
Ein eher unterkühltes Verhältnis hatte Baird auch zu Glenn L. Jepsen, dem Direktor des Princeton-Museums. Jepsen hatte ihn zwar 1957 nach Princeton geholt, aber ihre gegensätzlichen Persönlichkeiten führten zu Spannungen zwischen den beiden Männern. Allerdings sorgten Bairds berufliches Engagement und seine Fachkompetenz, vor allem auch im musealen Bereich, dafür, dass er für Jepsen ein wertvoller Mitarbeiter war, auf den er nicht verzichten konnte, sodass Baird bis zum Tode Jepsens 1974 in Princeton blieb und letztlich sogar Jepsen als Direktor des Museums beerbte.

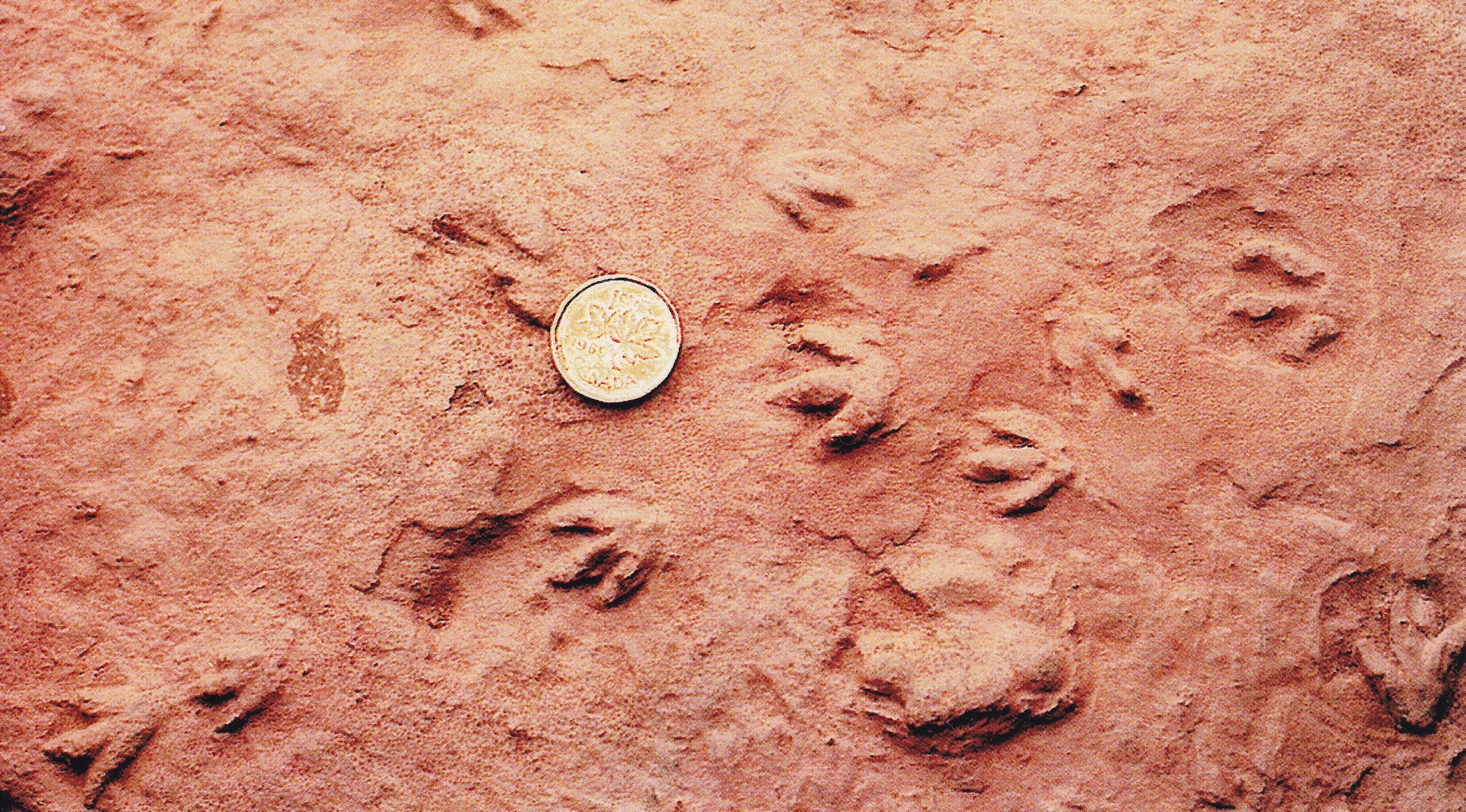
Trittsiegel der Ichnogattung Grallator auf der 1984 in der Nähe von Parrsboro, Nova Scotia, geborgenen Fährtenplatte, 1986 im Time Magazine als „die kleinsten Dinosaurierspuren der Welt“ abgebildet. Die Münze im Bild, ein 1-Cent-Stück (Durchmesser: knapp 2 cm), dient dem Größenvergleich.

Nach dem Bruch mit William Take führte Baird seine Geländearbeit im Altmesozoikum Nova Scotias fort. Wie schon in den 1950ern und während der Erkundung des Karbons, griff er dabei auch auf die Ortskenntnisse einheimischer Hobbysammler zurück. Seine Arbeit konzentrierte sich auf die mittel- bis obertriassische Wolfville-Formation und die unterjurassische McCoy-Brook-Formation. Die spektakulärsten Resultate dieser Aktivitäten waren 1976 die Entdeckung des ältesten Dinosauriers des östlichen Nordamerikas in der McCoy-Brook-Formation (Fundort war die relativ ergiebige Lokalität Wasson Bluff) sowie 1984, in der gleichen Formation, die Entdeckung einer winzigen Dinosaurierfährte, die es 1986 sogar ins Time Magazine schaffte. Ursprünglich war die entsprechende Fährtenplatte wegen anderer, größerer Trittsiegel der Spurengattung Batrachopus und ohne Beteiligung Bairds geborgen worden. Erst beim Reinigen der Platte von anhaftendem Schlamm in Bairds Präparationswerkstatt in Princeton kamen die weniger als 2 cm langen Vertreter der Spurengattung Grallator zum Vorschein.
Nach seiner Pensionierung wandte sich Baird wieder vorwiegend dem Karbon des Ohio Valley zu. Schon einige Jahre vor der Pensionierung hatte er von Wirbeltierfunden in einem Steinkohletagebau in der Nähe von Youngstown in Mahoning County gehört. Die Wirbeltiere in der sogenannten „Five Points“-Lokalität sind, ähnlich wie in Linton, in Kännelkohle erhalten und auch ungefähr gleich alt. Nach Stilllegung des Tagebaus begann Baird, etwa 1000 Tonnen Kännelkohle zu sichten. Zur Seite stand ihm dabei der Kohlegeologe und Paläontologe Robert W. Hook, mit dem zusammen Baird schon Mitte der 1980er Jahre über die Linton-Lokalität publiziert hatte. Hook und Baird waren knapp 10 Jahre lang mit der Durchsicht des Five-Point-Materials beschäftigt und Baird präparierte und bestimmte während dieser Zeit rund 1700 Fossilexemplare im Keller seines Hauses. Damit legte er den Grundstein für die weitere wissenschaftliche Bearbeitung dieser Stücke und folglich auch für die zukünftige Mehrung des Wissens über oberkarbonische Wirbeltierfaunen. Eine vorläufige Beschreibung der Zusammensetzung der fossilen Wirbeltierfauna von Five Points erschien 1993.

## Besonderheiten
Besonders hervorgehoben werden Bairds scharfe Sinne und sein fotografisches Gedächtnis. So fiel ihm bei der wissenschaftlichen Bearbeitung von Spurenfossilien bzw. deren Latexabgüssen im Rahmen seiner Dissertation auf, dass zwei Exemplare eines fossilen Trittsiegels aus der Obertrias der Newark-Supergruppe, die sich in zwei verschiedenen Sammlungen befanden und deren Etiketten besagten, dass sie aus verschiedenen Lokalitäten stammten, tatsächlich Platte und Gegenplatte ein und desselben Fossils sind (das schlechter erhaltene Stück war der Holotypus von Chirotherium lulli Bock 1952). Mehr als 15 Jahre später fand Baird in der Point-Edward-Lokalität im Unterkarbon von Nova Scotia den Unterkiefer eines „niederen“ Tetrapoden, den er, seinen Aufzeichnungen zufolge, umgehend als das Gegenstück eines 1958 von Romer unter dem Namen ?Pholiderpeton bretonense beschriebenen Unterkiefers erkannte.
Auf „Abwegen“ wandelte Baird, als er 1989, relativ kurz nach seiner Pensionierung, einen Artikel in einer kryptozoologischen Zeitschrift veröffentlichte. Darin beschreibt er, wie es möglich ist, mittels einer Technik, die er aus dem Carnegie-Museum kannte, und einen Teilschritt derer er selbst für die Erstellung seiner Latex-„Peels“ von Wirbeltierfossilien aus Linton (und später aus „Five Points“) verwendet hatte, realistisch aussehende Fußabdrücke des mythischen nordamerikanischen Menschenaffen Bigfoot (auch „Sasquatch“ genannt) zu erzeugen. So wollte er zeigen, dass es sich bei entsprechenden Fußabdrücken, die von einigen Kryptozoologen als Beweis für die Existenz von Bigfoot angeführt werden, um Fälschungen handeln könnte.

## Beschriebene Taxa
Bei den im Folgenden aufgezählten Taxa bzw. deren Namen handelt es sich jeweils um das Basionym, d. h., um den Namen, unter dem das Taxon seinerzeit erstmals beschrieben wurde. Nachfolgende Änderungen des taxonomischen Status sind ggf. vermerkt.

### Wirbeltiere
- 1962: Spathicephalus pereger, Point Edward, Nova Scotia, Serpukhovium, ein Stammgruppentetrapode
- 1967 (mit R. L. Carroll als Co-Autor): Romeriscus periallus, Cape Linzee, Nova Scotia, Bashkirium (Westfal A), ursprünglich beschrieben als Limnoscelide,[3] aktuell Tetrapoda inc. sed. und Nomen dubium[4]
- 1972 (als Co-Autor von R. L. Carroll):
  - Brouffia orientalis, Nýřany, Tschechien, Moskovium (Westfal D), ursprünglich beschrieben als „Stammreptil“[11] (nach damaliger Lesart ein Angehöriger einer Gruppe sehr ursprünglicher Amnioten, aus der sowohl die Vorläufer der Säugetiere, als auch die Vorläufer der heutigen Reptilien und Vögel hervorgegangen sind), heute an die Basis der Eureptilien gestellt[12]
  - Coelostegus prothales, gleiche Lokalität und taxonomische Geschichte wie Brouffia orientalis

In der gleichen Arbeit wurde zudem die „Stammreptilien“-Gattung Anthracodromeus errichtet, um die vormals verschiedenen nicht-amniotischen Gruppen zugewiesene Art Tuditanus longipes (Cope 1874) aufzunehmen
- 1998 (als Co-Autor von H.-D. Sues):
  - Acadiella psalidodon, Evangeline Beach, Nova Scotia, Karnium, ein Procolophonide[13]
  - Haligonia bolodon, Burntcoat, Nova Scotia, Karnium, ebenfalls ein Procolophonide[13]
  - Scoloparia glyphanodon, Wattzone vor Boot Island, Nova Scotia, Karnium, ebenfalls ein Procolophonide[13]

### Spurentaxa
- 1954: Chirotherium lomasi, Storeton bei Liverpool, Anisium,[14][15] eine Pseudosuchier-Spur, wird alternativ der Ichnogattung Isochirotherium zugeordnet[16]
- 1957 (in der Publikation der Dissertation):
  - Chirotherium eyermani, Smith Clark quarry, New Jersey, Obertrias,[17] eine Pseudosuchier-Spur, wird alternativ der Ichnogattung Brachychirotherium zugeordnet[18]
  - Grallator sulcatus, „Quarry of the Messrs. Clark“, New Jersey, Obertrias,[19] ursprünglich als Theropodenspur beschrieben, später von Olsen & Baird (1986)[20] in die von ihnen neu errichtete Spurengattung Atreipus gestellt, deren Verursacher vermutlich keine Dinosaurier im eigentlichen Sinn, zumindest aber keine Theropoden waren (siehe unten)
  - Rhynchosauroides hyperbates, Smith Clark quarry, New Jersey, Obertrias,[21] die Spur eines frühen Lepidosauriers, wahrscheinlich eines Sphenodontiden
- 1986 (als Co-Autor von P. E. Olsen): Atreipus acadianus, Paddy Island, Nova Scotia, Karnium,[20] eine Spur, die Archosauriern aus der engeren Verwandtschaft der Dinosaurier (basale Dinosauromorpha) zugeschrieben wird[22]

## Ehrungen

### Dedikationsnamen
- Clevosaurus bairdi Sues et al. 1994, Wasson Bluff, Nova Scotia, Unterjura, ein früher Sphenodontier[23]

### Sonstige Ehrungen
Im Jahre 1996 erhielt Baird den Joseph-T.-Gregory-Preis der Society of Vertebrate Paleontology (SVP), der weltweit bedeutendsten internationalen Vereinigung von Wirbeltierpaläontologen. Baird war dort bereits seit 1991 Ehrenmitglied. Der Preis wird seit 1992 für herausragende Verdienste um das Wohlergehen der SVP verliehen.

## Publikationen
- 1954: Chirotherium lulli, a pseudosuchian reptile from New Jersey. Bulletin of The Museum of Comparative Zoology. Bd. 111, Nr. 4, S. 163–192 (Digitalisat: BHL)
- 1955: Latex micro-molding and latex-plaster molding mixture. Science. Bd. 122, S. 202, doi:10.1126/science.122.3161.202
- 1957: Triassic reptile footprint faunules from Milford, New Jersey. Bulletin of The Museum of Comparative Zoology. Bd. 117, Nr. 5, S. 447–520 (Digitalisat: BHL), Publikation der Dissertation
- 1964: The aïstopod amphibians surveyed. Breviora. Nr. 206 (Digitalisat: BHL)
- 1965: Paleozoic lepospondyl amphibians. American Zoologist. Bd. 5, Nr. 2, S. 287–294 doi:10.1093/icb/5.2.287
- 1967, mit Robert L. Carroll als Co-Autor: Romeriscus, the oldest known reptile. Science. Bd. 157, S. 56–59, doi:10.1126/science.157.3784.56
- 1970: Type Specimen of the Oligocene Frog Zaphrissa eurypelis Cope, 1866. Copeia. Bd. 1970, Nr. 2, S. 384–385 (JSTOR:1441673)
- 1972, als Co-Autor von Robert L. Carroll: Carboniferous stem-reptiles of the family Romeriidae. Bulletin of The Museum of Comparative Zoology. Bd. 143, Nr. 5, S. 321–363 (Digitalisat: BHL)
- 1980: The burnt dope technique and other intertidal ploys from America. The Geological Curator. Bd. 8, Nr. 2, S. 519–520 (PDF 5,3 MB), ursprünglich erschienen 1978 in der Zeitschrift The Chiseler, Bd. 1, Nr. 2
- 1983, als Co-Autor von Robert R. Reisz: Captorhinomorph “stem” reptiles from the Pennsylvanian coal-swamp deposit of Linton, Ohio. Annals of the Carnegie Museum. Bd. 52, Art.-Nr. 18, S. 393–411
- 1986, als Co-Autor von Robert W. Hook: The Diamond Coal Mine of Linton, Ohio, and its Pennsylvanian-age vertebrates. Journal of Vertebrate Paleontology. Bd. 6, Nr. 2, S. 174–190 (JSTOR:4523086)
- 1986, als Co-Autor von Paul E. Olsen: The ichnogenus Atreipus and its significance for Triassic biostratigraphy. In: K. Padian (Hrsg.): The beginning of the Age of Dinosaurs: faunal change across the Triassic-Jurassic boundary. Cambridge University Press, New York, S. 61–87.
- 1993, als Co-Autor von Robert W. Hook: A new fish and tetrapod assemblage from the Allegheny Group (late Westphalian, Upper Carboniferous) of eastern Ohio, U.S.A. In: Ulrich H. J. Heidtke (Zusst.), Karl Stapf (Red.): New Research on Permo-Carboniferous Faunas. The First International POLLICHIA Symposium at the Pfalzmuseum für Naturkunde (POLLICHIA-Museum) Bad Dürkheim, September 24-28 1990. POLLICHIA-Buch Nr. 29, Bad Dürkheim 1993
- 1998, als Co-Autor von Hans-Dieter Sues: Procolophonidae (Reptilia: Parareptilia) from the Upper Triassic Wolfville Formation of Nova Scotia, Canada. Journal of Vertebrate Paleontology. Bd. 18, Nr. 3, S. 525–532, doi:10.1080/02724634.1998.10011079 (alternativ: JSTOR:4523923)
- 2011, als Co-Autor von Robert Holmes: The smaller embolomerous amphibians (Anthracosauria) from the middle Pennsylvanian (Desmoinesian) at Linton and Five Points coal mines, Ohio. Breviora. Nr. 523 (Digitalisat: BHL)